# Tenđin
Tenđin (天神) u japanskoj mitologiji i šintoističkom verovanju predstavlja kamija (božanstvo) obrazovanja, učenosti i učenja. Danas mu se mole najviše studenti i učenici za dobru sreću na ispitima. Tenđin je zapravo deifikacija Sugavara no Mićizanea (845-903), poznatog učenjaka, pesnika i političara Hejan perioda.

## Sugavara no Mićizane
Sugavara Mićizane je zvaničnik koji je svoju karijeru započeo 867. godine. On je bio veoma uspešan sve do svog progonstva 901. godine, kada je postao žrtva dvorskih intriga. Putem političkih spletki, njegovi rivali iz porodice Fuđivara, najuticajnijeg klana u hejanskom periodu (794–1185), optužili su ga da je prisilio cara Daigo (vladavina 897–930) da abdicira, i kao rezultat toga, Mićizane je proteran na ostrvo Kjušu. Car Daigo takođe je naterao njegovog brata da se zamonaši. Mićizane provodi svoje poslednje godine života na selu, daleko od supruge, porodice i kruga prosvetljenih prijatelja; a naročito mu nedostajao njegov vrt i raskošna stabla šljive. U tom periodu napisao je neke od svojih najpoznatijih pesama koje su kasnije sakupljene u Kanke Košu. Mićizane umire 903. godine.

## Kult Tenđina

### Stvaranje kulta
Kult Tenđina nastao je početkom 10. veka, a njegovo formiranje je trajalo sve do početka 11. veka. Ubrzo nakon njegove smrti, za Sugavaru se smatralo da je postao naročito moćan i ljut duh željan osvete zbog nepravedne smrti - gorjo. Ovo verovanje dodtano je pojačano događajima koji su usledili:
- 923. godine prestolonaslednik iznenada umre
- 930. godine carsku palatu je pogodila munja,a takođe umiru i neki od Mićizaneovih političkih rivala (koji su izdejstvovali njegovo progonstvo). Zbog udara munje, njegov lik neki su izjednačili sa tengu, božanstvima munje, pa ga od tada oslovljaju i sa Tenđin i sa Sugavara no Mićizane. U to je poverovao i sam car i naredio da se uradi sve kako bi se umirio njegov osvetoljubivi duh
- 940. godine budistički sveštenici Šingon i Tendai škole objavljuju da su zajedničkim snagama uspeli da ublaže gnev Tenđina
- 947, 976. godine članovi Sugavara porodice postavljaju se za vođe Anrakuđija (budistički hram) i Kitanoa (šintoističko svetilište)
- 1004. godine svetilište u Kitanou svrstava se u listu najvažnijih hramova i kult Tenđina je sada zvanično priznat od strane carske palate.

Već u ovom periodu Tenđin iz osvetoljubivog božanstva počinje da prelazi u mirnije, dobronamerno božanstvo.

### Spajanje s budizmom
U 11. do 12. veku, zbog preovlađujućeg koncepta šinto-budističke korespondencije (honđi suiđaku - poistovećivanje budističkih božanstava s kamijima), Michizane je shvaćen kao otelovljenje Kanona, bodisatve saosećanja, čiji je kult već bio prilično upražnjavan u srednjovekovnom Japanu.

### Dominacija budizma
Od 13. do 16. veka budizam dominira nad šintoizmom i Tenđin sada nije kami koji uzima i oblik bodisatve Kanona, već obrnuto, bodisatva Kanon je izvorno božanstvo koje je uzelo oblik Tenđina. U ovom periodu takođe kult Tenđina izlazi van okvira dvora i učenih ljudi i postaje popularan među narodom. Bio je obožavan kao božanstvo spasenja, zaštitnik poezije i književnosti i u njegovu čast održana su brojna pesnička takmičenja. U selima je bio poštovan kao bog groma (bog groma i munje, kiše i plodnosti) i, kao rezultat toga, njegov kult se proširio u poljoprivrednim zajednicama.

### Dominacija konfučijanizma od 17. do sredine 19. veka
Ovu eru obeležio je veliki uticaj neo-konfučijanizma. U ovom periodu kult Tenđina prelazi u kult zaštitnika obrazovanja, učenosti i učenjaka.

### Institucionalizacija obožavanja Tenđina kao šinto kulta od druge polovine 19. veka do danas
Nakon Meiđi restauracije 1868. godine, religija se pretvorila u ideološko sredstvo transformacije potrebne za fundamentalne promene u politici, ekonomiji, društvenoj sferi, kulturi i svakodnevnom životu, kao i za konsolidaciju nacije. U ovom periodu Tenđin prelazi u visokopoštovano šintoističko božanstvo, bez budističkih primesa, i obožava se kao kami obrazovanja, učenosti i učenika.

### Tenđin macuri
Tenđin macuri predstavlja jedan od najpopularnijih festivala u Japanu. Proslavlja se svake godine u Osaki, 24. i 25. jula. Ovo je praznik Tenmangu hrama u čast Tenđinu. Festival započinje svečanim pozivanjem božanstva iz svetilišta i njegovim paradiranjem po gradu, dok se po ulicama izvode razne svečanosti da ga zabave, pre nego što biva vraćen nazad u svetilište. Posle povorke drugog dana sledi povorka brodova na Okava reci, a nakon toga, uveče, pale se vatrometi.

## Spoljašnje veze
- Vodič kroz Japan - Tenđin festival